# 숀 패트릭 플래너리
숀 패트릭 플래너리(Sean Patrick Flanery, 1965년 10월 11일 ~ )는 미국의 배우이다.

## 출연 작품

### 드라마
- 영 인디아나 존스

### 영화
- 수어사이드 킹
- 베스트 맨
- 쏘우 3D
- 악셀러레이션 - 케인 역
- 본 어 챔피언 (각본, 주연)